# Horváth Csaba (vegyészmérnök)
Horváth Csaba (Szolnok, 1930. január 25. – New Haven, Connecticut, 2004. április 13.) magyar-amerikai vegyészmérnök, a Magyar Tudományos Akadémia tagja (k: 1990). A New York-i és Connecticuti Tudományos Akadémia tagja.

## Életpályája
1952-ben elvégezte a Budapesti Műszaki Egyetem Vegyészmérnöki Karát. 1952–1956 között a Budapesti Műszaki Egyetem Szerves Kémiai Technológiai Tanszékén tanársegéd volt. 1956-ban a forradalom leverése után Németországba ment. 1956–1961 között a frankfurti Farbwerke Hoechst AG fejlesztő-kutató mérnöke volt. 1961–1963 között a frankfurti Johann Wolfgang Goethe Egyetem kutatójaként dolgozott. 1963-ban végzett a frankfurti Johann Wolfgang Goethe Egyetemen. 1963-ban az USA-ba emigrált. 1963–1964 között a Harvard Egyetem tudományos munkatársa volt. 1964–1970 között a Yale Orvosi Főiskola tudományos munkatársa, 1970–1975 között docense volt. 1972–1979 között a Yale Egyetem mérnöki tudományos tanszékén a biotechnológia docense, 1979-től professzora volt. 1984-től az Új-angliai Kromatográfiai Tan. alapító elnöke volt. 1986-tól a Budapesti Műszaki Egyetem díszdoktora volt. 1987–1993 között vegyészmérnöki tanszékvezető, 1998–2004 között Roberto C. Goizueta vegyészmérnök professzor volt. 1990-től a Magyar Tudományos Akadémia külső tagja volt.
Kutatási területe a kromatográfia, az elektroforézis, az alkalmazott enzimológia, a biotechnológia és az ipari elválasztási eljárások voltak. Kidolgozta a folyadékkromatográfia egységes elméletét, elsőként fejlesztette ki a modern folyadékkromatográfia rendszerét. 12 folyóirat szerkesztőbizottságának volt tagja.

## Családja
Szülei: Horváth Gyula és Lányi Róza voltak. 1963-ban házasságot kötött Valeria Scioscioli-val. Két lányuk született: Donatella (1964) és Katalin (1966).

## Művei
- High-Performance Liquid Chromatography, Advances and Perspectives I–V. (szerkesztő, 1980-1988)

## Díjai
- Steven Dal Nogare-díj (1978)
- Zwett-díj (1979)
- Alexander von Humboldt-díj (1982)
- az Amerikai Kémiai Egyesület Kromatográfiai Aranyérme (1983)
- van Slyke-díj (1992)
- Martin Aranyérem (1994)
- Halász-emlékérem (1997)[5][6]
- Golay-díj (1998)
- Heuréka-díj (2003)[6]

## Emlékezete

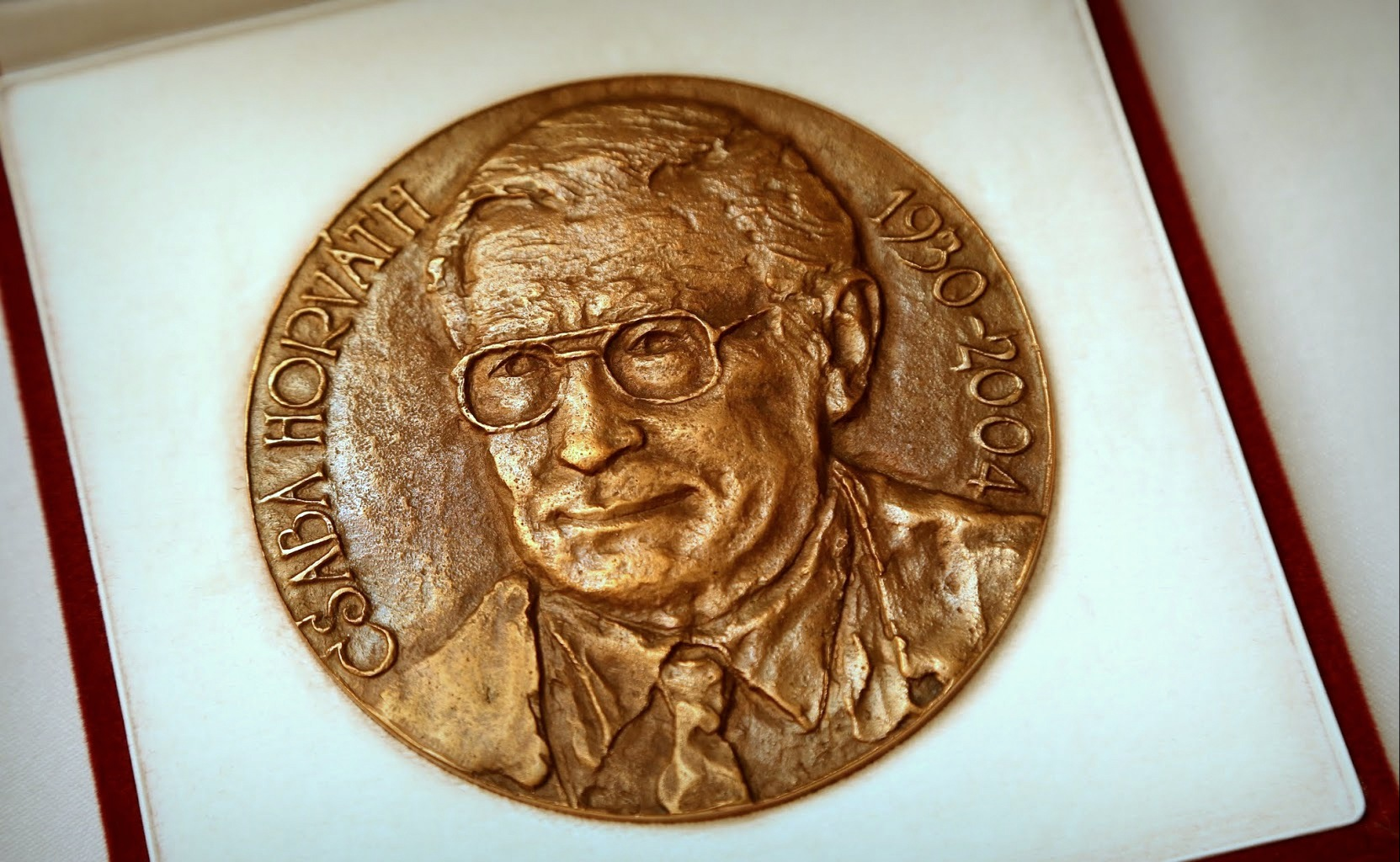
Csaba Horváth Memorial Award

Halála után, emlékére a Magyar Elválasztástudományi Társaság 2004-ben megalapította a Csaba Horváth Memorial Award díjat. 2010-ben a Connecticut Separation Science Council (CSSC) által adományozott Csaba Horváth Medal és a Magyar Elválasztástudományi Társaság által alapított Csaba Horváth Memorial Award egyesítésével létrejött a két társaság által közösen adományozott Csaba Horváth Memorial Award díj. A Magyar Elválasztástudományi Társaság és a CSSC közös díját 2010-től a páratlan években Magyarországon, a páros években Connecticutban adja át.